# エルム・ポイント (ミネソタ州)

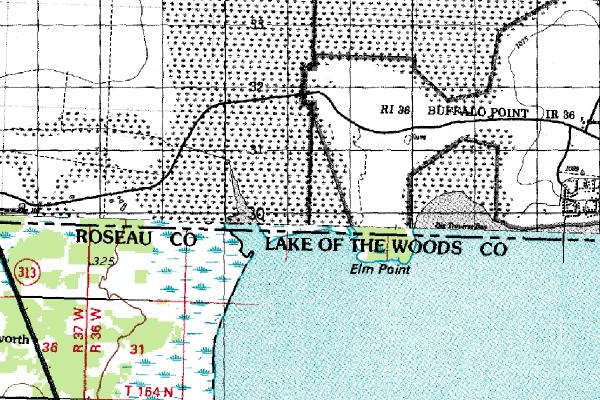
エルムポイントを含む地図。"LAKE"の"LA"の字の所にバッファロー・ベイ・ポイントがある。

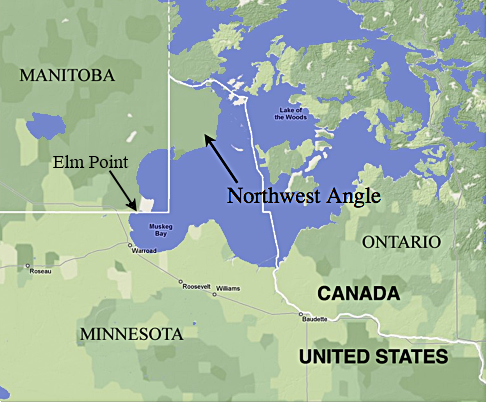
ウッズ湖とその周辺の地図

エルム・ポイント（英語: Elm Point）は、アメリカ合衆国ミネソタ州最北部レイクオブザウッズ郡にある、ウッズ湖に突き出した小さな岬である。岬の部分が、カナダとの国境となっている北緯49度線よりも南にはみ出ており、アメリカ合衆国の他の地域とウッズ湖によって隔てられた飛地となっている。同様にアメリカ合衆国の飛地となっているノースウェスト・アングルが北東にある。この地域に定住している住民は存在しない。
エルム・ポイントの西には、バッファロー・ベイ・ポイント(Buffalo Bay Point)という土地がある。これは北緯49度線よりも約100mだけ南に突き出た土地である。この土地もミネソタ州の領域であり、従ってアメリカ合衆国の飛地である。